# HSG Uni Rostock
Die Hochschulsportgemeinschaft Universität Rostock e. V., kurz HSG Uni Rostock, ist ein deutscher Sportverein aus der Hansestadt Rostock. Er ist einer der ältesten Sportvereine Rostocks und bietet seinen 2300 Mitgliedern Angebote im Breitensport, Gesundheitssport und Trendsport.
Die Abteilung Gesundheitssport umfasst davon über 700 Mitglieder und ist zahlenmäßig eine der stärksten in ganz Mecklenburg-Vorpommern. Weitere Abteilungen der HSG Uni Rostock sind Basketball, Cricket, Fechten, Fußball, Futsal, Handball, Hockey, Jazz Dance, Jugger, Leichtathletik, Parkour & Freerunning, Qi Gong, Rudern, Schach, Schwimmen, Seniorentanz, Tischtennis, Turnen, Volleyball und Yoga.

## Historische Entwicklung
Die Gründung der Hochschulsportgemeinschaft der Universität Rostock im Mai des Jahres 1949 fiel zusammen mit der Neuordnung und Profilierung des Hochschulwesens in der sowjetischen Besatzungszone und ab Oktober selben Jahres in der DDR. Im Sinne der damaligen Organisation des Sports war die HSG eine Betriebssportgemeinschaft des Hochschulwesens. Sie war verantwortlich für den Hochschulsport und darüber hinaus für die Organisation und Durchführung des studentischen Freizeitsports. Die haupt- und ehrenamtlichen leitenden Funktionäre waren Mitarbeiter der Universität Rostock.
Den Organisationsformen des Sports in der DDR angepasst, gliederte sich die HSG in Sektionen, die ihrerseits eigenständige Leitungen hatten. Zu nennen wären hier insbesondere die Sektionen Leichtathletik, Handball, Volleyball, Schwimmen, Hockey und Rudern, die sich schnell zu leistungsstarken Gemeinschaften entwickelten und mit dazu beitrugen, Breitensport im Norden der DDR zu etablieren.
Sportler der HSG nahmen an vielen nationalen und internationalen Wettkämpfen teil, vor allem im Rahmen von Studentenwettbewerben. Es konnten in den folgenden Jahren Erfolge errungen werden. Von Beginn an wurde großer Wert auf die zielgerichtete, sportliche Zusammenarbeit mit Sportgemeinschaften befreundeter ausländischer Universitäten und Hochschulen gelegt u. a. die Wettkämpfe der Schwimmer mit den Sportlern der Universität Brno, die bis heute freundschaftlich bestehen und mindestens einmal jährlich auch ausgetragen werden. Auch die Handballer setzten Zeichen. Ihre sportliche Verbundenheit mit der Universität in Gdańsk besteht ebenfalls bis heute, auch wenn die einstigen Studenten heute zumeist Pensionäre sind.
Die Leichtathleten können auf viele Ereignisse solcher sportlichen Zusammenarbeit zurückblicken. Zu nennen wären hier insbesondere auch die Namen Renate Vogel und Christiane Schmalbruch, die noch heute als Sportlerinnen und Übungsleiterinnen aktiv sind.
Mit der gesellschaftlichen Wende Ende des Jahres 1989 und dem später vollzogenen Beitritt der DDR zur Bundesrepublik Deutschland, änderte sich im gesamten Hochschulwesen die Grundorganisation und der Inhalt und somit auch das Feld des Hochschulsports.

## Neugründung der HSG Uni Rostock bis heute

Historischer mecklenburger Stierkopf, der sich auf dem Logo der HSG Uni Rostock wiederfindet

Der Hochschulsport wurde aus der HSG herausgelöst und in das Lehr- und Bildungssystem der Universität selbst integriert. Damit wurde die Sportgemeinschaft mit der Universität aufgelöst. Es entstand die eigenständige Hochschulsportgemeinschaft Universität Rostock e.V., die organisatorisch dem Stadtsportbund angehört.
Die HSG Uni Rostock setzte die Traditionen der „alten HSG“ fort. Mit etwa 2.300 Mitgliedern zählt die HSG heute zu den mitgliederstärksten Vereinen der Hansestadt Rostock. Es trainieren regelmäßig fast 300 Kinder und über 1.000 Männer und Frauen im Seniorenalter. In diesem Bereich ist die HSG die stärkste Fraktion unter den Rostocker Sportvereinen. Über 60 Prozent der Mitglieder sind Frauen.

## Schriften
Infolge des siebzigjährigen Bestehens der HSG Uni Rostock erschienen mehrere Texte, Broschüren, Hefte und Bücher über den Verein, die Aktiven und deren sportliche Aktivitäten. Neben journalistischen Artikeln in Lokal- und Regionalpresse veröffentlichten HSG-Mitglieder zur Geschichte des Vereins. Hervorzuheben ist Wolfgang Pahncke, der drei Bände (20, 25 und 30 Jahre Hochschulsportgemeinschaft der Universität Rostock) zur Geschichte des Vereins redaktionell verantwortete. Kurz nach dessen Tod erschien 1989, wegen ökonomischer Verknappung bereits in reduzierter Form, eine Festschrift zum 40. Jahrestag der Gründung der HSG Uni Rostock.
Nach der Wende veröffentlichten einzelne Abteilungen Texte in Eigenregie, die sich thematisch auf das Wirken der einzelnen Abteilungen fokussierten. Die traditionsreichen Ruderer feierten 1999 den 50. Jahrestag der Gründung ihrer Sparte. 2006 taten es ihnen die Wanderer und Bergsteiger gleich und 2019 erschien ein Buch der Handballabteilung über die Revitalisierung ihres Bereichs, nachdem diese Kernsportart jahrelang nicht unter dem Dach der HSG betrieben wurde.